# 切尔达
切尔达（義大利語：Cerda），是意大利西西里大区巴勒莫广域市的一个市镇。总面积43平方公里，人口5343人，人口密度124.3人/平方公里（2009年）。ISTAT代码为082028。